# Stazione di Kerč'
La stazione di Kerč' (Керчь in russo, Керч in ucraino) è la principale stazione della città di Kerč', in Crimea.

## Storia
La stazione fu aperta nel 1900 con il con la denominazione di Kerč'II. Nel 1970 ha assunto il nome attuale.